# Кофе и сигареты (фильм)
«Ко́фе и сигаре́ты» (англ. Coffee and Cigarettes) — сборник из одиннадцати чёрно-белых короткометражных фильмов американского режиссёра Джима Джармуша, снятых им в течение семнадцати лет начиная с 1986 года. Любимые актёры, шоумены и музыканты Джима Джармуша, попивая кофе и покуривая сигареты, ведут забавные беседы друг с другом.

## Сюжет
Фильм состоит из 11 новелл:
Strange To Meet You
Эта часть была снята в 1986 году, Роберто Бениньи и Стивен Райт ведут диалог о своей жизни. Оба не очень довольны встречей и сильно нервничают. Чтобы поскорее уйти, Роберто соглашается пойти вместо Стивена к стоматологу.
Twins
Съёмка 1989 года. Добрый близнец (Joie Lee) и Злой близнец (Cinqué Lee) сидят за столиком кафе, к ним подходит официант (Стив Бушеми) — и рассказывает свою теорию о злом близнеце Элвиса Пресли.
Somewhere In California
Эпизод снят в 1993 году. Музыканты Игги Поп и Том Уэйтс, играющие самих себя, встречаются в баре и под кофе выкуривают по сигарете в честь того, что бросили курить. Параллельно они ведут диалог о музыке и местных барах. Том Уэйтс рассказывает о том, что ему пришлось прямо на обочине дороги прооперировать пострадавшего. Игги вспоминает, что недавно услышал очень талантливого барабанщика, и предлагает Тому пригласить барабанщика в свою группу, чтобы немного улучшить свою музыку. Том воспринимает это как оскорбление своему творчеству.
Those Things’ll Kill Ya
Джо Риджано (Joseph Rigano) и Винни Велла (Vinny Vella) сидят в баре, и попрекают друг друга в нездоровом образе жизни. Иногда их разговор прерывает внук Винни — Винни Велла мл. (Vinny Vella Jr.)
Renée
Красотка Рени (Renée French, играющая сама себя) пьет кофе за столиком в кафе и читает оружейный журнал. Официант (E. J. Rodriguez) спрашивает позволения добавить кофе и одновременно доливает немного в чашку. Рени высказывает сожаление о его поступке, поскольку кофе был правильного цвета, вкуса и правильной температуры. Родригес предпринимает ещё несколько попыток быть полезным, но все они отклоняются.
No Problem
Старые друзья Алекс Дескас (Alex Descas) и Исаак де Банколе встречаются в баре. Исаак очень давно не видел Алекса и не ожидал приглашения, поэтому он решил, что у друга возникли какие-то проблемы. Весь диалог Исаак пытается выяснить, что же произошло с Алексом, который, в свою очередь, пытается убедить Исаака, что у него все нормально. Весь диалог сопровождается всё тем же кофе и сигаретами.
В ожидании встречи и после неё Алекс Дескас кидает кости, и у него постоянно выпадает дубль.
Cousins
Кейт Бланшетт играет саму себя и незнаменитую кузину Шелли. Шелли завидует популярности своей кузины, а та, в свою очередь, пытается разбить эту преграду между ними. Чтобы хоть как-нибудь показать свой интерес к жизни кузины, Кейт интересуется личной жизнью Шелли, которая рассказывает о своем новом парне — Ли (что является отсылкой на рассказ Игги Попа о барабанщике). Во время разговора они пьют кофе, курение в отеле запрещено, хотя Шелли узнает об этом от официанта — Майка Хогана, только лишь когда уходит Кейт.
Jack Shows Meg His Tesla Coil
Джек Уайт и Мэг Уайт, играющие самих себя, пьют кофе. Джек принес с собой в бар катушку Тесла, которую, по его словам, он сконструировал и смастерил сам. После небольшого диалога и краткого экскурса в биографию Николы Теслы Джек произносит фразу: «Земля — проводник акустического резонанса», — и включает катушку. Поработав немного со стандартным специфическим звуком, она начинает дымить и выключается. Прибежавший повар — Синк Ли (Cinqué Lee) — даёт свой комментарий случившемуся, за что получает брань со стороны Джека. Далее они рассуждают о том, что же могло пойти не так; Мэг высказывает свою мнение о причинах неисправности (весьма профессиональное), согласившись с которым, Джек увозит катушку домой.
Cousins?
Два актёра Альфред Молина и Стив Куган, играющие сами себя, пьют чай. С начала диалога Стив выступает в роли более популярного актёра, и даже подошедшая Кэти (Katy Hansz) просит автограф у Стива, даже не зная, что сидящий рядом Альфред тоже актёр. 
 
Далее Альфред рассказывает Стиву о своей генеалогической находке  — оказывается он и Стив — кузены. Стив воспринимает эту идею как нелепую, и ищет повод уйти. Но положение меняется после того, как Альфреду звонит его хороший друг Спайк Джонз, который является кумиром для Стива.
Delirium
Рэперы GZA и RZA из Wu-Tang Clan, играющие самих себя, сидят в небольшом кафе и пьют травяной чай. К ним подходит официант Билл Мюррей (камео), с которым они проводят беседу о вреде кофеина и никотина. 
Билл Мюррей просит о том, чтобы они не рассказывали никому, что видели его тут, после того как GZA и RZA рассказывают ему о методике лечения его кашля.
Champagne
Билл Райс (William "Bill" Rice) и Тэйлор Мид (Taylor Mead), играющие сами себя, устраивают небольшой перекур за чашечкой кофе. Погрузившись в ностальгические воспоминания, они слышат неизвестно откуда доносящуюся песню «Ich bin der Welt abhanden gekommen» Густава Малера в исполнении Джанет Бейкер. Билл Райс говорит фразу Джека Уайта: «Земля — проводник акустического резонанса», которая, скорее всего, была специально введена для создания сюжетной связи между этими двумя эпизодами.

## В ролях
- Роберто Бениньи
- Стивен Райт
- Джой Ли[англ.]
- Синк Ли
- Стив Бушеми
- Игги Поп
- Том Уэйтс
- Джозеф Ригано[англ.]
- Винни Велла[англ.]
- Винни Велла Младший
- Рене Френч
- E. J. Rodriguez
- Алекс Дескас
- Исаак де Банколе
- Кейт Бланшетт
- Майк Хоган
- Джек Уайт
- Мэг Уайт
- Альфред Молина
- Стив Куган
- Katy Hansz
- GZA
- RZA
- Билл Мюррей
- Билл Райс[англ.]
- Тэйлор Мид[англ.]

## Саундтрек
- Louie Louie – Written by Richard Berry – Performed by Richard Berry & The Pharaohs
- Saw Sage – Written by Tom Waits / Ron Waters / D. Devore / Tom Nunn / B. Hopkin – Performed by C-SIDE / Tom Waits
- Serenade to Nalani – Written & Performed by Jerry Byrd
- Lonesome Road – Written by Doug Wood
- Ich Bin der Welt Abhanden Gekommen (I Have Lost Track of the World) – Composed by Густав Малер – Lyrics by Фридрих Рюккерт – Performed by Дженит Бейкер and The New Philharmonia Orchestra
- Paauau Waltz – Written by John U. Iosepa – Performed by Jerry Byrd
- Hanalei Moon – Written by Bob Nelson – Performed by Jerry Byrd
- Baden-Baden – Written by Милт Джексон and Ray Brown (as Raymond M. Brown) – Performed by Modern Jazz Quartet
- Crimson and Clover – Written by Tommy James and Peter P. Lucia Jr. – Performed by Tommy James & The Shondells
- Down on the Street – Written by Игги Поп / Рон Эштон / Скотт Эштон / David Alexander – Performed by The Stooges
- Nimblefoot Ska – Written by Coxsone Dodd – Performed by The Skatalites
- Set Back (Just Cool) – Written by Coxsone Dodd – Performed by Roland Alphonso and Carol McLaughlin
- Streets of Gold - Written by Coxsone Dodd - Performed by Roland Alphonso and the Soul Vendors
- Enna Bella – Written by Eric Morris, Coxsone Dodd – Performed by Eric "Monty" Morris
- A Joyful Process – Written by Джордж Клинтон and Bernie Worrell – Performed by Funkadelic
- Fantazias for the Viols – Written by Henry Purcell – Performed by Fretwork
- Nappy Dugout – Written by Джордж Клинтон / Cordell Mosson / Garry Shider – Performed by Funkadelic
- Louie Louie – Written by Richard Berry – Performed by Игги Поп[2]